# K3 (音楽グループ)
K3 は1998年に結成されたベルギーの音楽グループで、元々はカレン・ダーメン、クリステル・フェルベケ、ジョッヘ・ユイスマンで構成されていました。キャスリーン・アーツは2009年までグループに残り、その後ハウスマンが彼女に代わった。
それは現在はジュリア・ボッシュマンによって結成されています, マルト・デ・ピルサンそしてハンネ・フェルブルッヘン。

## ディスコグラフィー
- 1999 – Parels
- 2000 – Parels 2000
- 2000 – Alle Kleuren
- 2001 – Tele-Romeo
- 2002 – Verliefd
- 2003 – Oya lélé
- 2004 – De Wereld Rond
- 2005 – Kuma Hé
- 2006 – Ya Ya Yippee
- 2007 – Kusjes
- 2009 – MaMaSé!
- 2011 – Alice in Wonderland
- 2011 – Eyo!
- 2012 – Engeltjes
- 2013 – Loko Le
- 2015 – 10.000 Luchtballonnen
- 2016 – Ushuaia
- 2017 – Love Cruise
- 2018 – Roller Disco
- 2019 – Dromen